# Lome Fa'atau

a Compétitions nationales et continentales officielles uniquement.

b Matchs officiels uniquement.
Dernière mise à jour le 19 août 2018.
Lome Fa'atau est né le 23 octobre 1975 à Wellington (Nouvelle-Zélande). C’est un joueur de rugby à XV international samoan évoluant au poste d'ailier (1,83 m pour 92 kg).

## Carrière

### En club
En 2006, il dispute le Super 14 avec les Hurricanes. Il a disputé 11 matchs pour cette équipe en 2004-2005

### En équipe nationale
Il a eu sa première cape internationale avec les Samoa le 3 juin 2000, à l’occasion d’un match contre l'équipe des Fidji.
Il a participé à la coupe du monde 2003 (3 matchs) et à la coupe du monde 2007 (2 matchs).
En plus de ses sélections avec les Samoa, il a effectué cinq test matchs avec les Pacific Islanders en 2004 et 2006.

## Statistiques internationales
- 35 sélections avec l'Équipe des Samoa de rugby à XV
- 14 essais marqués (70 points)
- Sélections par année : 5 en 2000, 2 en 2001, 5 en 2002, 4 en 2003, 3 en 2004, 7 en 2005, 3 en 2006 et 6 en 2007.

- 5 sélections avec l'équipe des Pacific Islanders
- 1 essai marqué (5 points)
- Sélections par année : 2 en 2004 et 3 en 2006.

## Palmarès
- Finaliste du National Provincial Championship en 2006 avec Wellington.